# 希維德尼察主教座堂

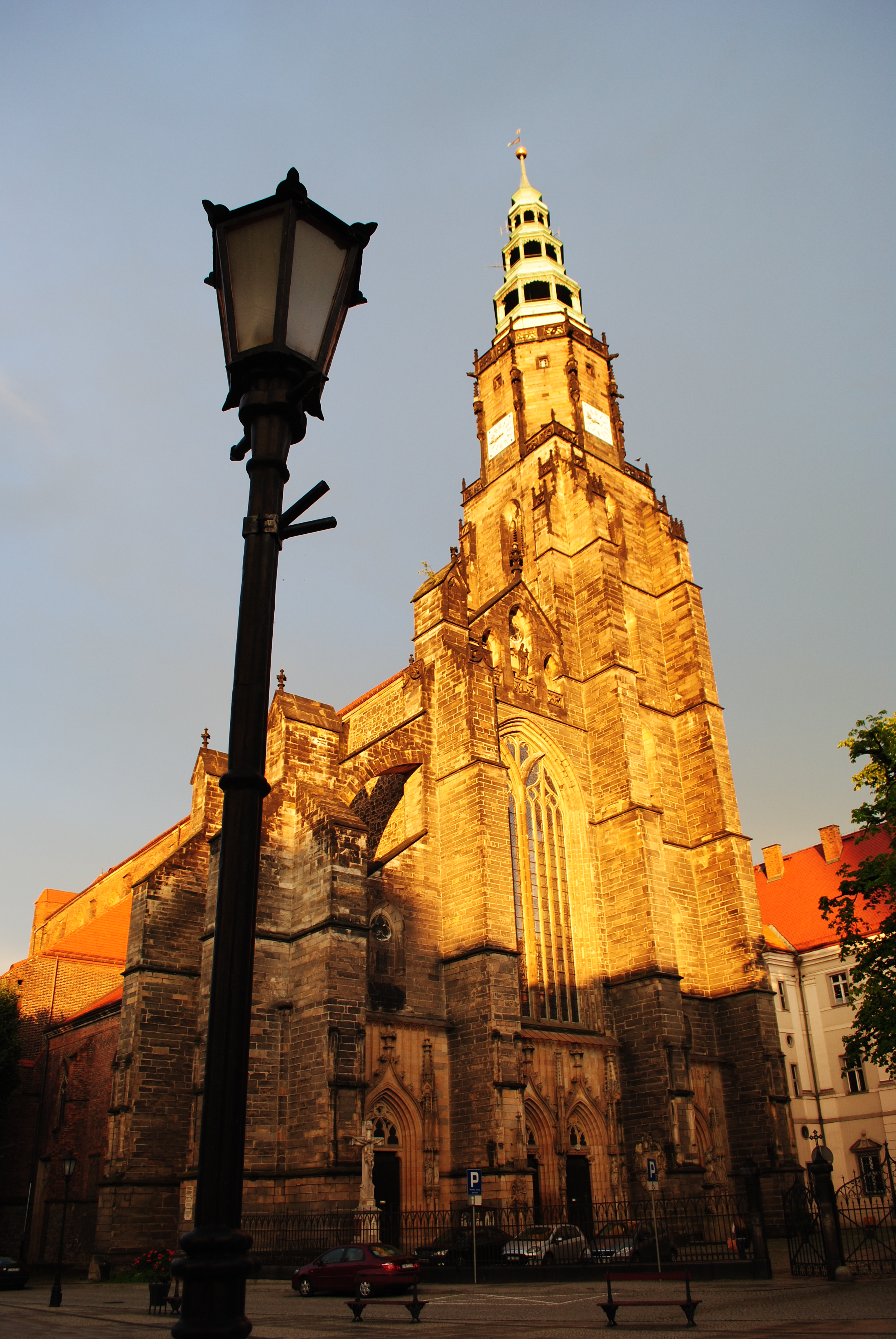
希維德尼察主教座堂

希維德尼察主教座堂（Świdnica Cathedral），又稱聖斯塔尼斯勞斯和聖溫塞斯拉斯主教座堂（波蘭語：Katedra św. Stanisława i św. Wacława），是波蘭城市希維德尼察的一座羅馬天主教的主教座堂。這座教堂是希維德尼察主要的歷史建築和地標之一。現在的教堂建築開始修建於1330年。1893年至1895年，教堂進行了大修。